# Captrain (réseau)
Cet article concerne le réseau européen de fret ferroviaire. Pour l'entreprise française anciennement appelée Voies ferrées locales et industrielles, voir Captrain France.
Captrain est le réseau européen de fret ferroviaire de la Société nationale des chemins de fer français (SNCF). Avec sa marque « Captrain », la SNCF est présente sur les principaux corridors européens de fret ferroviaire et est implantée dans douze pays : Allemagne, Pays-Bas, Italie, Roumanie, Pologne, Belgique, Danemark, République tchèque, Suisse, Autriche, Suède et Espagne.
Le réseau Captrain fait partie de Rail Logistics Europe, le pôle fret et logistique ferroviaire du groupe SNCF.

## Historique
La plupart des entreprises qui forment Captrain en 2022 faisaient partie du groupe SNCF à la suite de l'acquisition par sa filiale Transport et Logistique Partenaires (voir Transport Ferroviaire Holding) des activités de Veolia Cargo en dehors de France, Veolia Cargo France ayant été rachetée par le groupe Eurotunnel. Celles-ci furent intégrés avec des filiales étrangères de Fret SNCF en Allemagne, en Italie, au Benelux et la compagnie ITL en Allemagne (avec ses filiales) sous la marque commune de « Captrain » en 2010.
En 2013, Captrain revendique être la troisième entreprise ferroviaire en Europe.
En 2021, Voies ferrées locales et industrielles (VFLI) change de nom et devient Captrain France.

## Allemagne
En Allemagne, l'ancienne Veolia Cargo Deutschland, siégeant à Dortmund, est devenue Captrain Deutschland. Elle continue de fonctionner comme holding des mêmes filiales et participations qui formaient la Veolia Cargo en Allemagne. Cette société elle-même n'est pas certifiée comme entreprise ferroviaire, mais fonctionne comme bureau central de vente et d'organisation de tous les entreprises ferroviaires groupé sous la marque « Captrain » en Allemagne. Cela inclut aussi la ITL de Dresde, qui n'est pas propriété de la Captrain Deutschland, mais directement de Transport et Logistique Partenaires (TLP). La SNCF avait déjà acquis, à travers la TLP, 75 % de ITL en avril 2008, et avait repris le restant de 25 % en 2010. Comme la ITL, les filiales de l'ancienne Veolia Cargo Deutschland ne changent pas leur dénomination sociale, mais adoptent bien la marque commune Captrain.
En mars 2012, l'ancienne Rail4Chem (R4C) est devenue Rail4Captrain. Déjà depuis 2010, R4C fonctionnait comme prestataire de services de traction pour tout le groupe Captrain Allemagne, leur mettant à disposition le personnel roulant et de formation des trains, les locomotives, et les sillons.
La zone d'activité de Captrain Deutschland couvre l'Allemagne, le Danemark, la Suisse, et la République tchèque.
La société Fret SNCF Deutschland GmbH, siégeant à Francfort-sur-le-Main a pris le rôle de bureau de vente central du réseau Captrain à l'échelle européenne sous la marque « Captrain Solutions » (aux côtés du bureau de Fret SNCF à Clichy dans la banlieue parisienne).

## Autres pays
En Italie, les filiales de Veolia Cargo, ITL et Fret SNCF respectives sont groupées sous la marque commune de Captrain, sans changer de raison sociale.
Captrain Italia couvre l'Italie et tous les points frontières vers la France, la Suisse, la Slovénie et l’Autriche.
En Roumanie, la filiale de VFLI est aussi placée sous l'enseigne Captrain, de même que la filiale de Fret SNCF en Grande-Bretagne, Freight Europe, devenant « Captrain UK ».
Captrain Netherlands était la filiale aux Pays-Bas, vendue en 2024 à la Rail Cargo Group.
La zone d'activité de Captrain Romania est limitée à la Roumanie ; celle de Captrain UK entre le Royaume-Uni et l’Europe via le tunnel sous la Manche.
ITL Polska, fondée en 2006, a intégré le réseau Captrain en 2011. Elle est renommée « Captrain Polska » (Pologne) en octobre 2014.
En 2016, les activités de « Captrain Solutions » et de « Captrain UK » sont intégrées dans Forwardis, la nouvelle filiale de SNCF Logistics, qui regroupe toutes les filiales de commission de transport de SNCF Logistics.
Le 1er novembre 2018, le Groupe SNCF prend le contrôle du 75 % restant du capital (Il en avait acheté 25 % en 2013) de Comsa Rail Transport, premier opérateur privé de l'Espagne, qui devient Captrain España par la suite.

## Organisation

### Allemagne
- Captrain Deutschland
  - Captrain Deutschland  est une holding créée en 2010. Captrain Deutschland  possède de nombreuses filiales acquises par Veolia Cargo, ou par le groupe SNCF. Captrain Deutschland opère, via ses filiales, en Allemagne, Pays-Bas, Danemark, Suède, Pologne, République tchèque et en Suisse. En effet, Captrain n’est qu’une holding, et n’est pas une compagnie ferroviaire. Voici la liste, par pays, des filiales de Captrain Deutschland, arborant la marque « Captrain ».  Entre parenthèses figure, la participation dans ses entreprises, si elle n’est pas égale à 100 %.

- ITL Eisenbahngesellschaft
- R4C : Rail4Captrain
- Captrain Deutschland CargoWest
  - TWE : Teutoburger Wald-Eisenbahn
  - BCB : Bayerische CargoBahn
- HTB : Hörseltalbahn
- RBB : Regiobahn Bitterfeld Berlin
- FVE : Farge-Vegesacker Eisenbahn (98 %)
- DE Dortmunder Eisenbahn (51 %)
- HBB : Hansebahn Bremen (51 %)
- IGB : Industriebahn-Gesellschaft Berlin  (50,2 %)

### Pologne
- Captrain Polska

### Pays-Bas
- Captrain Netherlands[A 1] , [6]

### République tchèque
- ITL Praha (filiale d’ITL)

### Suisse
- TAE (filiale de Captrain Deutschland Cargo West)

### Danemark
- Captrain Denmark

### Italie
En 2016, Captrain Italia est la deuxième entreprise de fret ferroviaire en Italie. Elle détient entre 5 et 6 % du marché pour un chiffre d'affaires de 58 millions d'euros en 2015 et 275 salariés.

### Espagne
Captrain España est la deuxième entreprise de fret ferroviaire en Espagne. Elle détient d'environ 10 % du marché en Espagne.
En septembre 2022, Captrain España compte parmi l'une des premières compagnies au monde à entrer en possession de la nouvelle Euro 6000 de Stadler Rail, construite à Valence, sur un contrat de 21 unités.

### Portugal
En mai 2022, le groupe SNCF annonce l'acquisition de la filiale fret Takargo, du groupe portugais Mota-Engil qu'elle intégrera à Captrain Réseau, dès l'approbation des autorisations de l'Autorité de la Concurrence. La société Tarkargo fondée en 2006, est le premier opérateur fret privé ferroviaire du Portugal,.

### Belgique
Captrain Belgium. En février 2019, le SSICF (Service de la Sécurité et de l’Interopérabilité des Chemins de Fer belges), a retiré le certificat de sécurité de Captrain. Cette certification retirée, le groupe a été empêché de faire circuler tout train sur le réseau belge.
Une solution a été trouvée, il a été décidé récemment d'une fusion avec le groupe RailTraxx qui se fera à son tour aspirer par la SNCF[réf. nécessaire].

## Matériel
En 2014, Captrain disposait de 220 locomotives. La plupart des engins affectés à Captrain portent une livrée à base de gris (ou parfois de noir) et de vert fluo.
Les machines appartiennent directement à Captrain, ou sont louées à Akiem ou d'autres loueurs de locomotives comme Alpha Trains.
Captrain utilise des locomotives des séries suivantes :
- Bombardier TRAXX BR 185, BR 186, BR 187 ;
- Vossloh G 1206 BB ;
- Vossloh G 1000 BB ;
- Classe 66 ;
- Stadler Euro Dual.

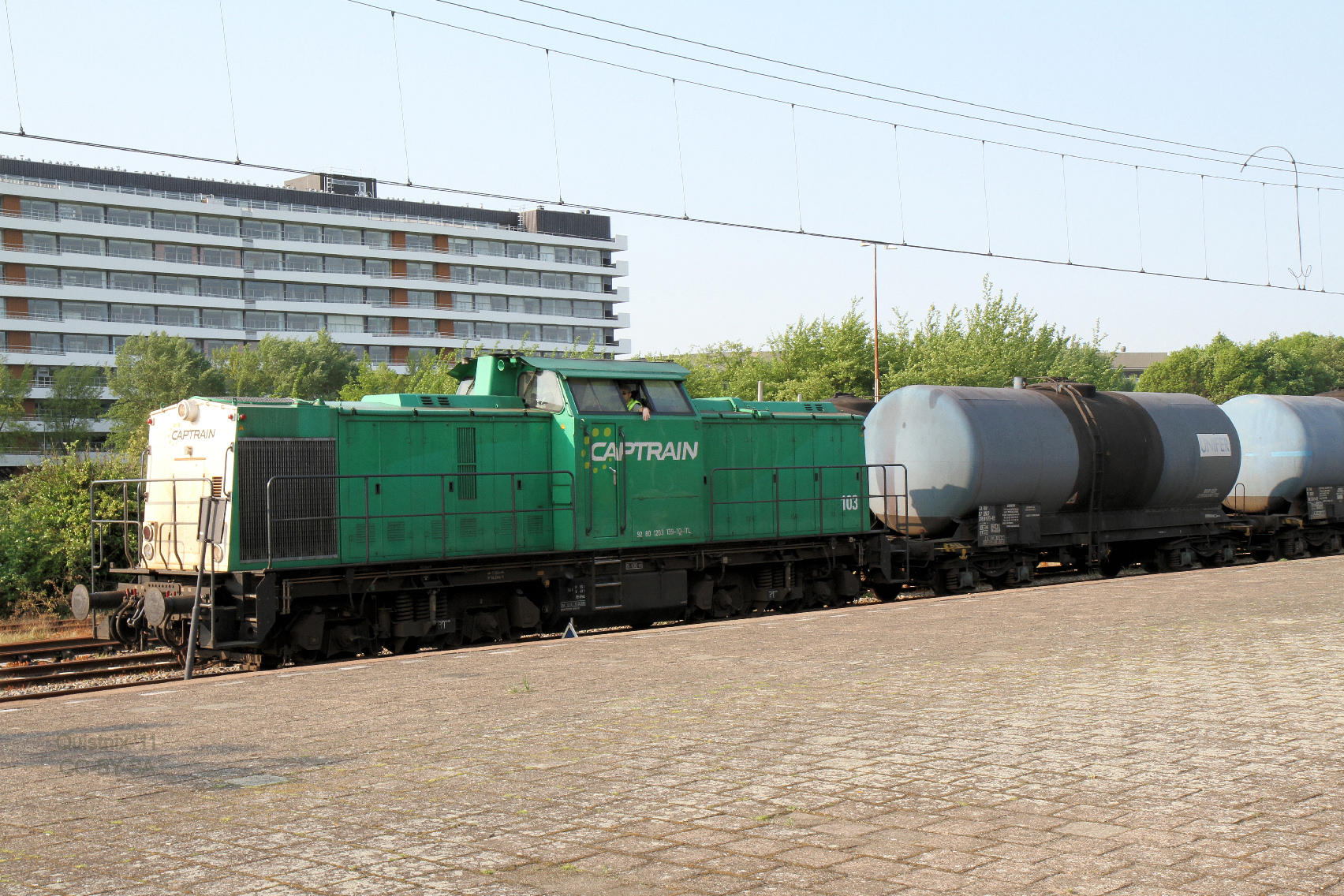
Locomotive diesel V100-103 Captrain à Vlaardingen Centrum, aux Pays-Bas.
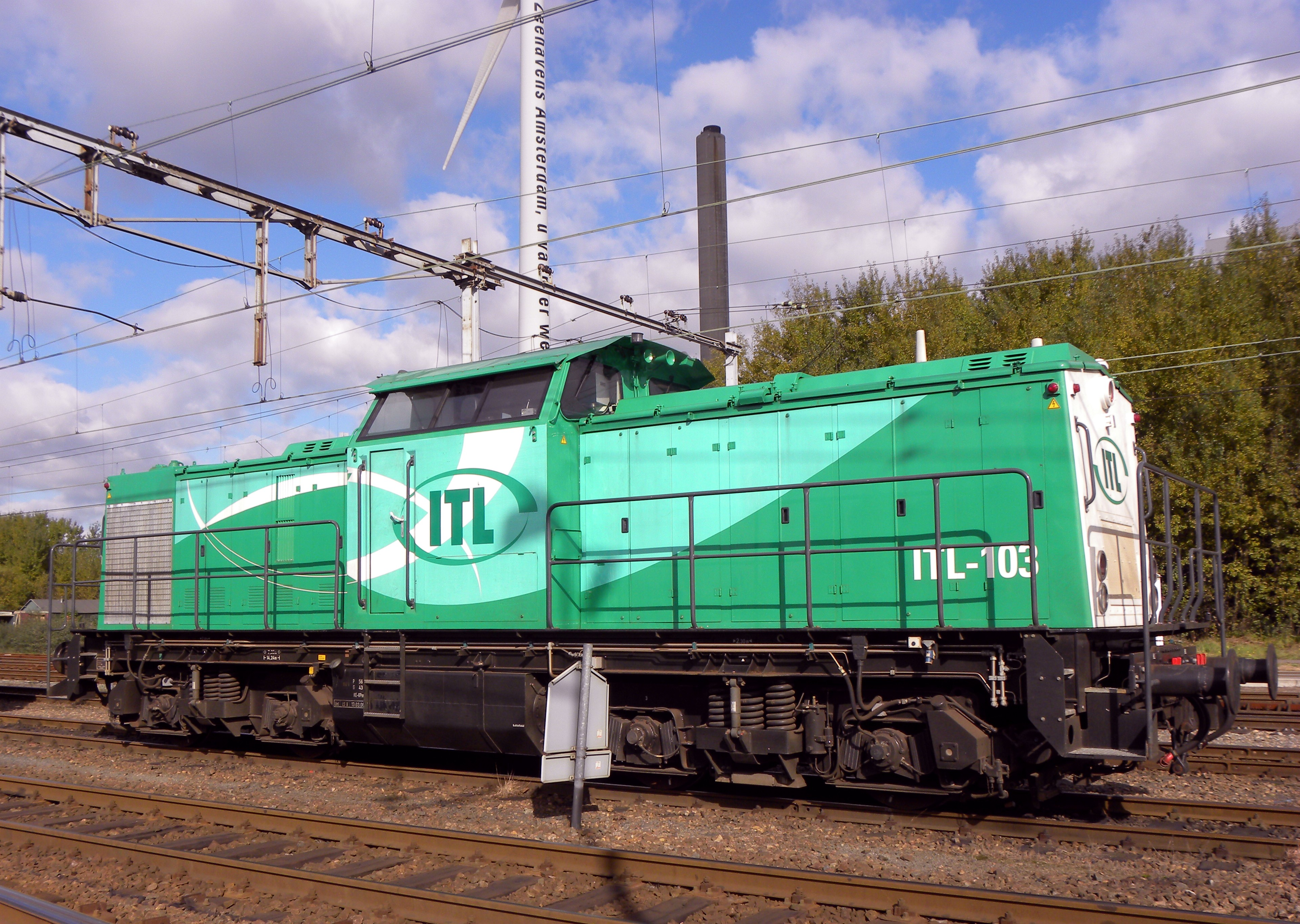
La même locomotive encore en livrée ITL à Amsterdam, aux Pays-Bas.
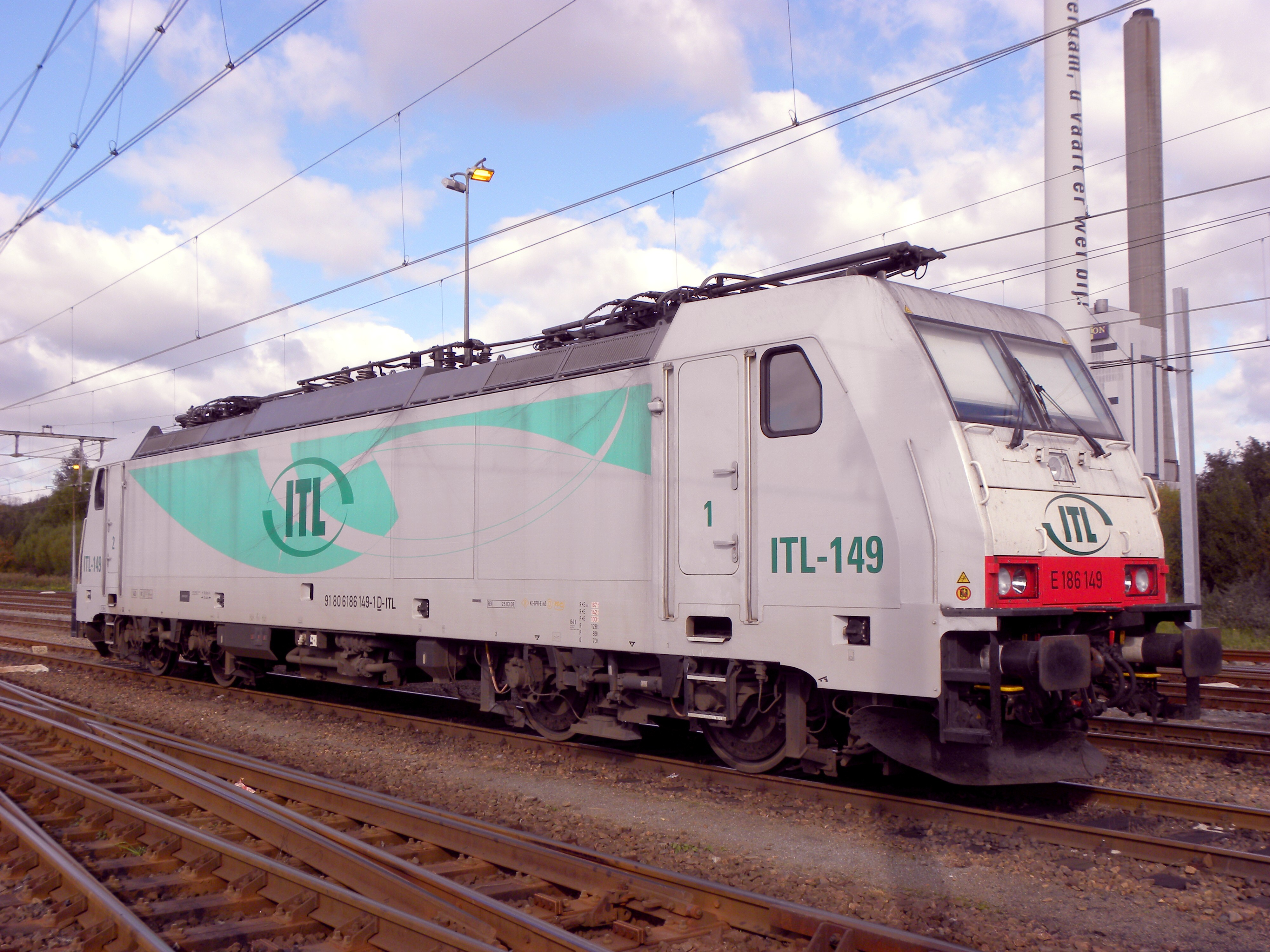
Locomotive Traxx en livrée ITL…
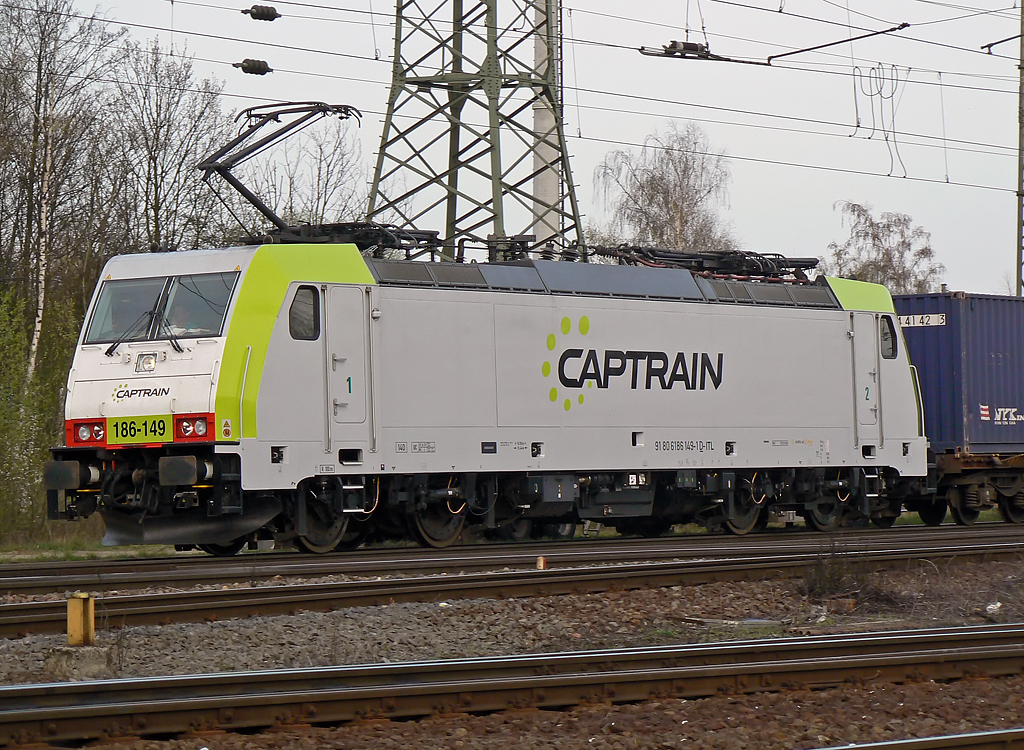
…et ici en livrée Captrain, vue à Gremberg (de) (Allemagne).
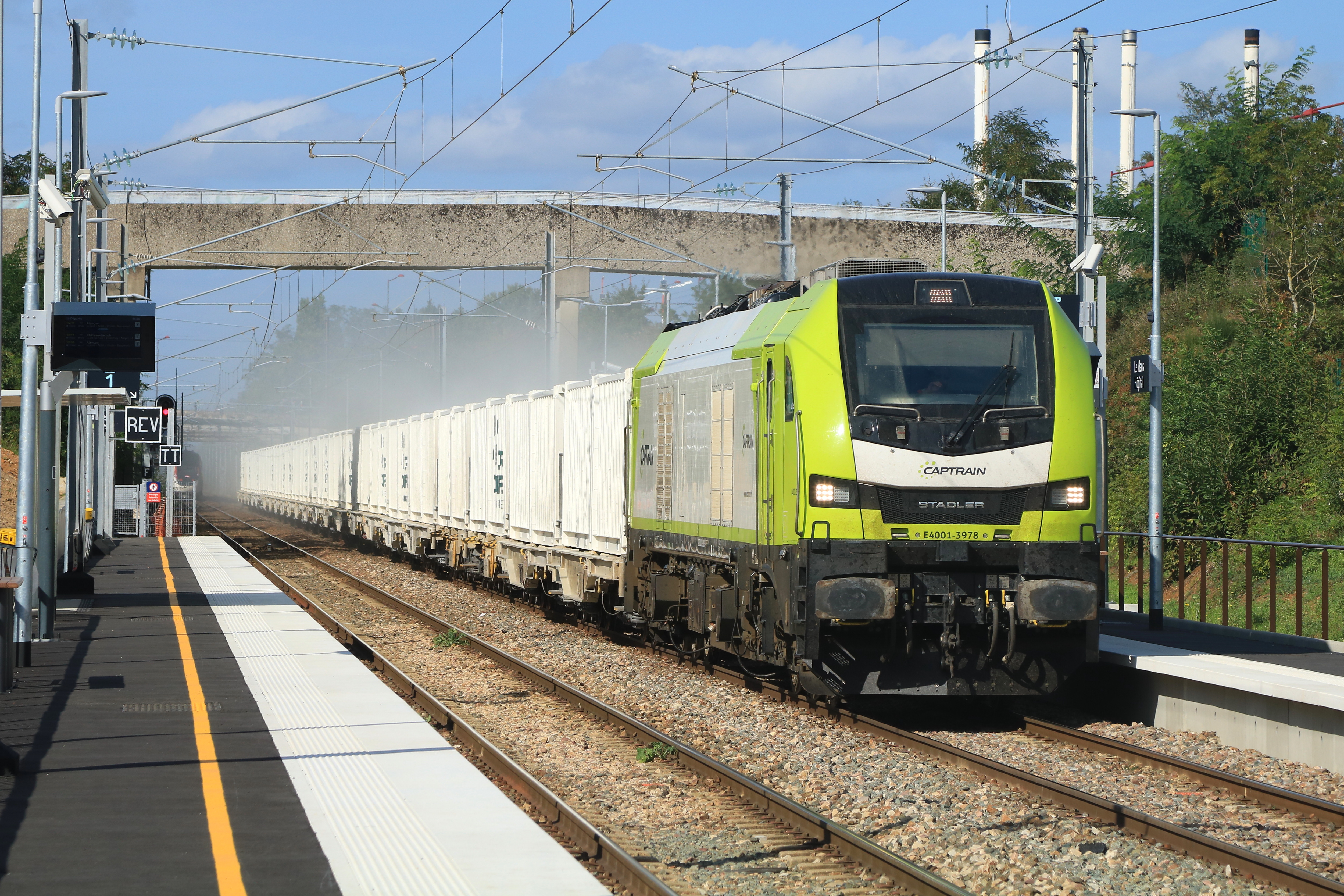
Train tiré par une locomotive Euro 4001 au Mans, en France.
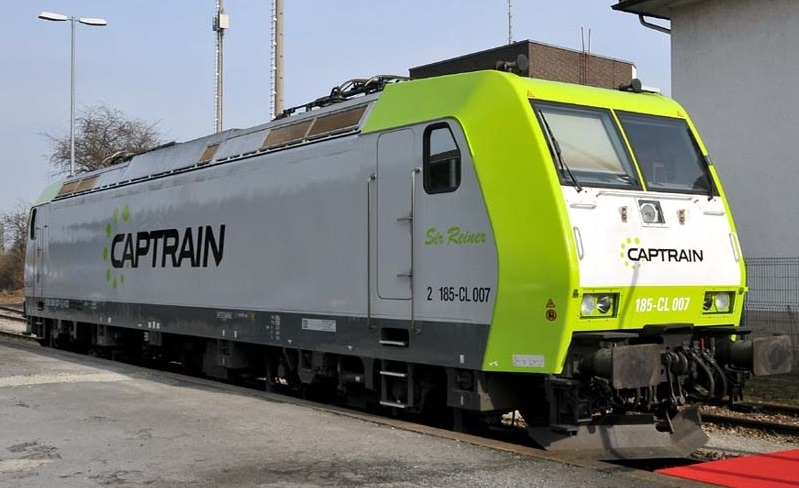
Locomotive Traxx F140 AC2 à Gütersloh, en Allemagne.
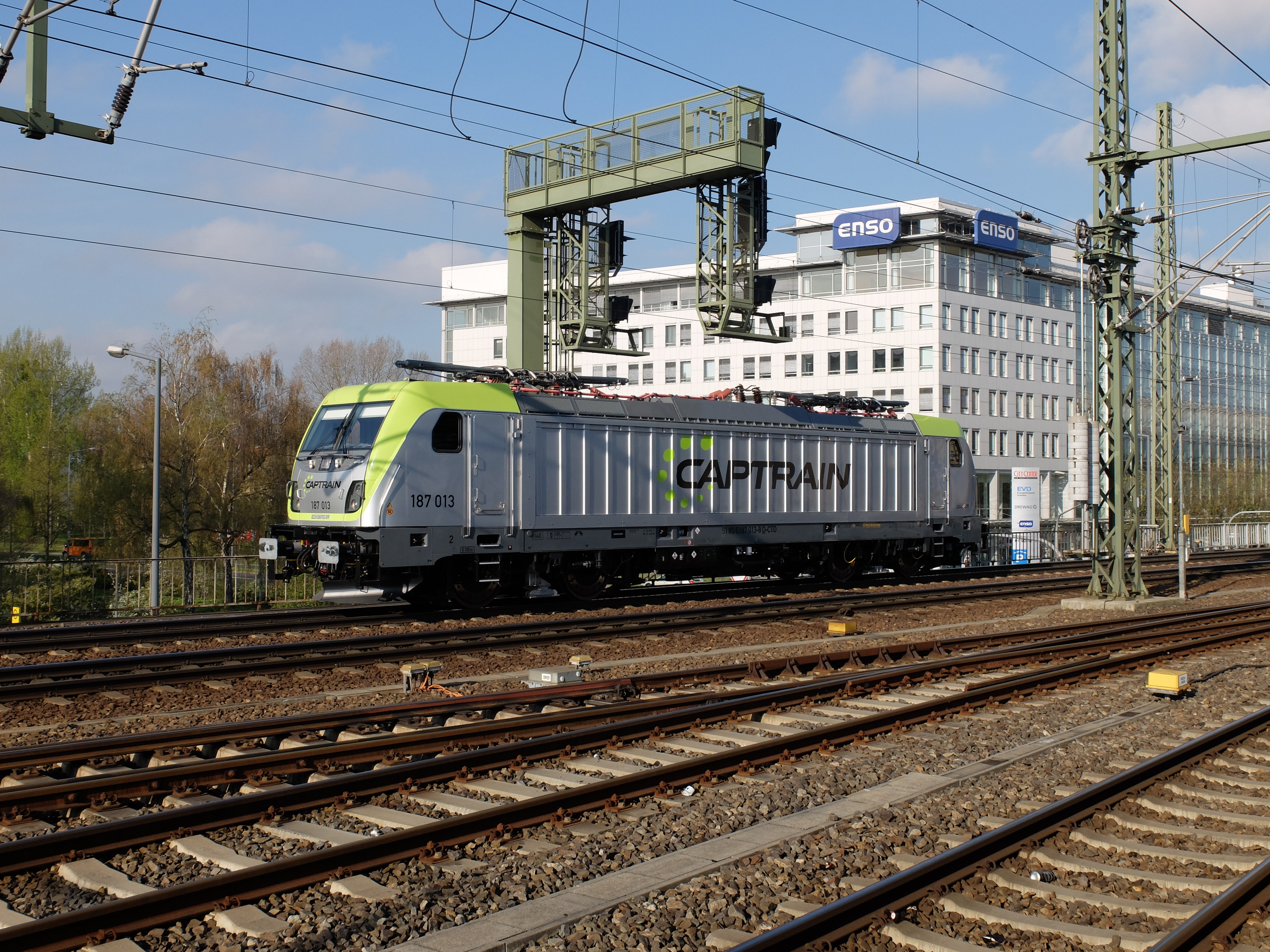
Locomotive Traxx F140 AC3 LM à Dresde, en Allemagne.